# Ріґ
Ріґ (давньосканд. Rígr, Ríg) — бог у германо-скандинавській міфології, описаний як «мудрий, зловісний і знався на чарах».

У вступі до Rígsþula («Промови Реґіна») вказується, що Ріґ — це інше ім'я Геймдалля:
Люди розказують у давніх сагах, що один з асів, той, якого звали Геймдалль, йшов колись своєю дорогою вздовж берега одного озера, прийшов на якийсь двір і назвався Ріґом.